# 레드판다 (음악 그룹)
레드판다는 대한민국의 음악 그룹이다. 2017년 디지털 싱글 [Time To Love]로 데뷔했다.

## 음반
- Time To Love (2017)
- 묘해 (2017)
- 바램 (2017)
- Good Bye (2018)
- SLEEP TIGHT (2019)
- Shooting Star (2020)
- 난 너야 (2022)

## 수상
- 김현식 가요제 4위 (2019)